# Ligyrocoris sylvestris
Ligyrocoris sylvestris är en insektsart som först beskrevs av Carl von Linné 1758. Enligt Catalogue of Life ingår Ligyrocoris sylvestris i släktet Ligyrocoris och familjen Rhyparochromidae, men enligt Dyntaxa är tillhörigheten istället släktet Ligyrocoris och familjen fröskinnbaggar. Arten är reproducerande i Sverige. Inga underarter finns listade i Catalogue of Life.